# Amazônia-1B
O Amazônia-1B é um satélite de observação da Terra brasileiro que atualmente está sendo desenvolvido pelo Instituto Nacional de Pesquisas Espaciais (INPE) e será idêntico ao satélite Amazônia-1.

## Objetivo
O Amazônia-1B associado aos satélites da série CBERS (China Brazil Earth Resources Satellite), produzirá imagens com maior frequência e maior definição, adequadas para monitorar o ambiente e gerenciar recursos naturais.
Tais imagens poderão ser utilizadas em todo o mundo, pois o Brasil, através do INPE, adota a política de dados livres, considerados bens públicos e disponibilizados gratuitamente pela Internet.

## Projeto
Este satélite juntamente com o Amazônia-1 serão os primeiros satélites de recursos terrestres totalmente desenvolvido no Brasil, e será construído com base na Plataforma Multimissão (PMM), uma plataforma de tamanho médio, que também foi desenvolvido pelo INPE e outras indústrias brasileiras, como parte do Programa Nacional de Atividades Espaciais (PNAE), coordenado pela Agência Espacial Brasileira (AEB). A PMM é uma plataforma genérica para satélites na classe de 500 kg. Com massa de 250 kg, ela provê os recursos necessários, em termos de potência, controle, comunicação e outros, para operar, em órbita, uma carga útil de até 280 kg.